# 2MASS J03301774+0000477
2MASS J03301774+0000477 ist ein Brauner Zwerg im Sternbild Stier. Er wurde 2002 von Donald P. Schneider et al. entdeckt. Er gehört der Spektralklasse L0 an. 